# 全棱獸
全棱獸（Pantolambda），又名五棱獸或皆齒獸，是已滅絕的古新世全齒目動物。雖然全棱獸的整體外觀像貓科，但牠是吃植物及有像蹄的腳掌。牠的腳上有五趾，趾上有爪。牠的牙齒呈半月齒結構，即牠的齒冠呈新月的形狀。全棱獸的體型約有綿羊的大小。由於全棱獸較重，故可以肯定牠們不是棲息在樹上的。
已知全棱獸共有三個物種，牠們的化石是在美國新墨西哥州、懷俄明州及蒙大拿州發現。